# Ikegami Honmon-ji
Ikegami Honmon-ji (池上本門寺?) è un tempio buddista della scuola Nichiren-shū a sud di Tokyo, eretto dove si dice sia morto Nichiren e dove il suo discepolo Nikkō Shōnin passò il resto della sua vita. All'interno dell'area del tempio si trova la sede amministrativa della Nichiren-shū.
Il tempio si trova nel quartiere di Ōta-ku, oggi nell'area metropolitana di Tokyo. Fino alla metà del XX secolo era al di fuori dell'area urbana. Basil Hall Chamberlain and W. B. Mason scrissero nel 1907: L'eccellente posizione e le maestose travi lignee fanno di questo tempio uno dei maggiori punti di attrazione a breve distanza dalla città di Tokyo.
Il complesso templare Ikegami Honmon-ji sorge a breve distanza dalla Stazione di Ikegami (Linea Tōkyū Ikegami) o dalla Stazione Nishi-Magome (Toei Linea Asakusa), e comprende diverse costruzioni, in gran parte non originali, ma ricostruite successivamente al bombardamento del 15 marzo 1945.
Il tempio sarebbe stato fondato dallo stesso Nichiren Shonin nel 1282, poco prima della sua morte, grazie alla donazione da parte di un signore feudale che mise a disposizione gli agri di terra necessari all'edificazione del tempio.

## Gli edifici

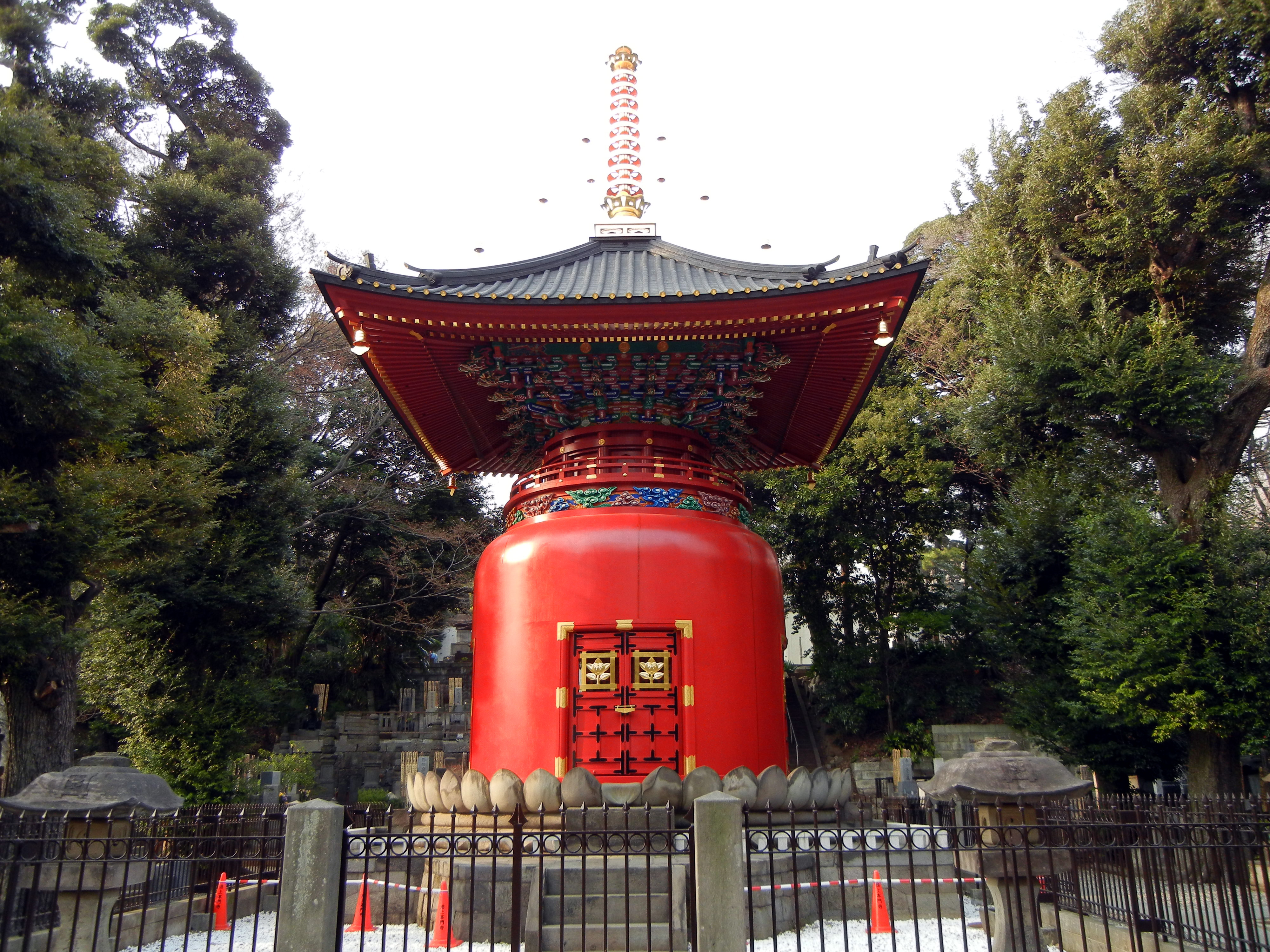
Stupa a forma di piccola pagoda

Gli edifici più notevoli e in gran parte allo stato originario sono costituiti dalla pagoda a cinque piani designata Bene culturale importante del Giappone costruita nel 1608, alta quasi 30 metri ed edificata per resistere a terremoti fino a magnitudo 7, ed è la più antica pagoda a 5 piani di Tokyo; dal kyōzō (経蔵?), costruito nel 1784, locale dove sono custodite le scritture sacre che sono collocate in una libreria girevole ottagonale; e dal hōtō (宝塔?), uno stupa a forma di piccola pagoda, edificato nel 1781 (?) sul luogo dove il corpo di Nichiren fu cremato. Tutti gli altri edifici dell'area del tempio sono stati ricostruiti a partire dal 1945.

## Cerimonia dell'Oeshiki

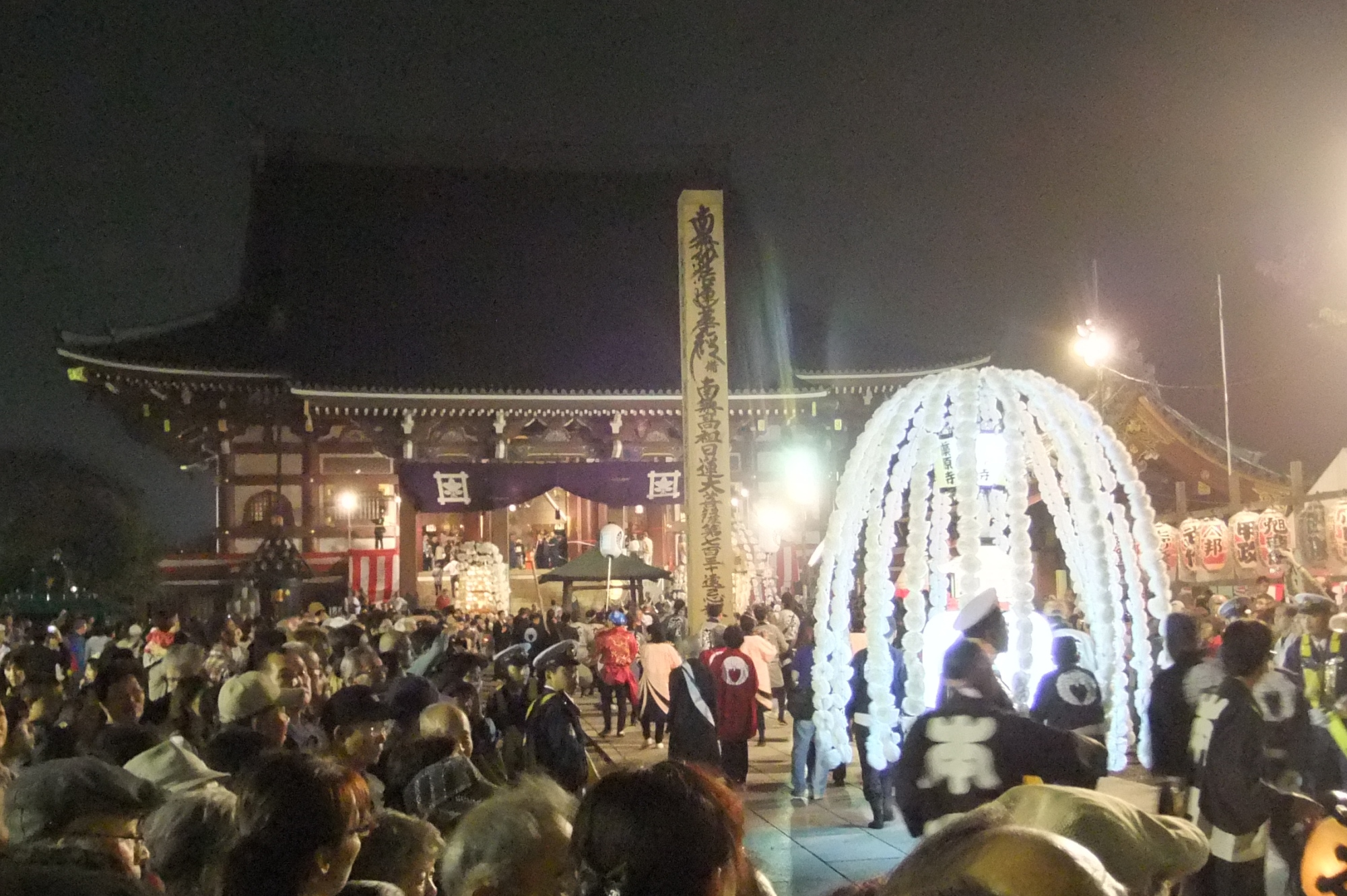
Processione delle lanterne alla cerimonia dell'Oeshiki

La cerimonia dell'O-Eshiki (お会式?) si celebra annualmente in molte località del Giappone per ricordare Nichiren nell'anniversario della sua morte. Nel tempio di Ikegami Honmon-ji la cerimonia è particolarmente festosa e solenne, dura tre giorni dall'11 al 13 ottobre, e culmina con la processione delle lanterne. 
La processione, in orario serale e dunque al buio, accompagnata da flauti e tamburi, si snoda su un percorso di circa due chilometri tra la stazione e il tempio. Nel tragitto vengono trasportate dai fedeli enormi lanterne luminose decorate con fiori di ciliegio di carta. Secondo la tradizione, alla morte di Nichiren Shonin i ciliegi sarebbero fioriti fuori stagione.